# Ola Didrik Saugstad
Ola Didrik Saugstad, född 5 mars 1947, är en norsk barnläkare och forskare. Han är forskningsprofessor vid Oslo universitetssjukhus, professor i neonatologi vid Feinberg School of Medicine i Chicago och professor emeritus i pediatrik vid Universitetet i Oslo. Han var föreståndare för Pediatrisk forskningsinstitutt vid Universitetet i Oslo och Oslo universitetssjukhus från 1991 till 2017.
Saugstad har sedan 1970-talet forskat på återupplivning av nyfödda, och har varit en pionjär i att få ändrat praxis på detta område från användning av ren syrgas, vilket har varit praxis under de senaste 200 åren, till användning av luft. Hans forskning har visat en nedgång i dödlighet på 30 procent med hjälp av luft, och hundratusentals barn kan därför överleva varje år. Från 2010 rekommenderas luft i internationella riktlinjer som resultat av Saugstads och hans kollegors forskning. Saugstad har beskrivit användningen av ren syrgas som "en av de största skandalerna i medicinhistorien."
Enligt Google Scholar har hans arbete (2024) citerats drygt 30 000 gånger i vetenskaplig litteratur, och han har ett h-index på 86.
Han mottog Nordiska medicinpriset år 2012.

## Böcker
- Kampen om oksygenet. 2019. Lunde forlag. ISBN 9788252004724
- Barnets første leveår. 2007. Oslo: Spartacus. ISBN 978-82-430-0359-0
- Når grenser flyttes ; om ufødt liv, helse og forskning. Med forord av Thorvald Steen og Kjell Magne Bondevik. 2007. Oslo: Avenir. ISBN 978-82-494-0063-8
- Når barnet er født for tidlig. 1991. Oslo: Tiden. ISBN 82-10-03434-0
  - Ola Didrik Saugstad, När barnet föds för tidigt, Västerås : Författarhuset, 2006, ISBN 91-89390-56-3, översättning av Liina Talvik
- (tillsammans med Gösta Rooth, red.): The Roots of perinatal medicine. 1985. Stuttgart: Georg Thieme Verlag. ISBN 0-86577-173-1
- (tillsammans med Sigmund Vaage, red.): Helse for den svake? ; livssyn og ressursprioritering i helsevesenet. 1985. Oslo: Luther. ISBN 82-531-7437-3

## Utmärkelser
- The Laerdal Award in Acute Medicine, 1995 (Universitetet i Oslo)
- The Arvo Ylppö Medal in Neonatology, 1997 (Universitetet i Helsingfors)
- Fellow, Royal College of Physicians Edinburgh, 1997
- Hedersledamot av den ungerska barnläkareföreningen, 2000
- Hedersledamot av Norsk perinatalmedisinsk forening, 2001
- The Virginia Apgar Prize, 2001
- Hedersledamot av den finska perinatalmedisinska föreningen, 2005
- Livsvernprisen (tillsammans med Torleiv Ole Rognum), 2007, laudator: Kristin Clemet
- Riddare 1. klasse av St. Olavs Orden, 2010
- Märta Philipson Award for Progress in Pediatrics (Stockholms Universitet)[5]
- Hedersledamot American Pediatric Society 2011
- American Academy of Pediatrics Landmark Award 2011[6][7]
- Bjørnsonpriset 2011[6]
- Nordiska medicinpriset, 2012
- Hedersdoktor, Atens universitet, 2014[8]
- Hedersprofessor, Moskvauniversitetet, 2014
- Chiesi Prize of Excellence in Neonatology, 2017
- Erich Saling Perinatal Prize, 2017